# MTV Movie Awards 2000
La 9ª edizione degli MTV Movie Awards si è svolta il 3 giugno 2000 a Culver City, California, ed è stata presentata da Sarah Jessica Parker.

## Performance musicali
Nel corso dello spettacolo si sono esibiti:
- D'Angelo (Devil's Pie)
- *N Sync (It's Gonna Be Me)
- Metallica (I Disappear)

## Parodie (Movie Spoofs)
Nel corso dello spettacolo sono stati parodiati:
- Matrix
- la serie televisiva Sex and the City
- Mission: Impossible 2

## Vincitori e candidati
I vincitori sono indicati in grassetto.

### Miglior film (Best Movie)
- Matrix (The Matrix), regia di Andy e Larry Wachowski
- American Beauty, regia di Sam Mendes
- American Pie, regia di Paul Weitz
- Austin Powers - La spia che ci provava (Austin Powers: The Spy Who Shagged Me), regia di Jay Roach
- Il sesto senso (The Sixth Sense), regia di M. Night Shyamalan

### Miglior performance maschile (Best Male Performance)
- Keanu Reeves - Matrix (The Matrix)
- Jim Carrey - Man on the Moon
- Ryan Phillippe - Cruel Intentions - Prima regola non innamorarsi (Cruel Intentions)
- Adam Sandler - Big Daddy
- Bruce Willis - Il sesto senso (The Sixth Sense)

### Miglior performance femminile (Best Female Performance)
- Sarah Michelle Gellar - Cruel Intentions - Prima regola non innamorarsi (Cruel Intentions)
- Drew Barrymore - Mai stata baciata (Never Been Kissed)
- Neve Campbell - Scream 3
- Ashley Judd - Colpevole d'innocenza (Double Jeopardy)
- Julia Roberts - Se scappi, ti sposo (Runaway Bride)

### Miglior performance comica (Best Comedic Performance)
- Adam Sandler - Big Daddy
- Jason Biggs - American Pie
- Ice Cube - Next Friday
- Mike Myers - Austin Powers - La spia che ci provava (Austin Powers: The Spy Who Shagged Me)
- Parker Posey - Scream 3

### Miglior cattivo (Best Villain)
- Mike Myers - Austin Powers - La spia che ci provava (Austin Powers: The Spy Who Shagged Me)
- Matt Damon - Il talento di Mr. Ripley (The Talented Mr. Ripley)
- Sarah Michelle Gellar - Cruel Intentions - Prima regola non innamorarsi (Cruel Intentions)
- Ray Park - Star Wars: Episodio I - La minaccia fantasma (Star Wars Episode I: The Phantom Menace)
- Christopher Walken - Il mistero di Sleepy Hollow (Sleepy Hollow)

### Miglior coppia (Best On-Screen Duo)
- Mike Myers e Verne Troyer - Austin Powers - La spia che ci provava (Austin Powers: The Spy Who Shagged Me)
- Tom Hanks e Tim Allen - Toy Story 2 - Woody e Buzz alla riscossa (Toy Story 2)
- Keanu Reeves e Laurence Fishburne - Matrix (The Matrix)
- Adam Sandler, Dylan e Cole Sprouse - Big Daddy
- Bruce Willis e Haley Joel Osment - Il sesto senso (The Sixth Sense)

### Migliore performance rivelazione maschile (Breakthrough Male Performance)
- Haley Joel Osment - Il sesto senso (The Sixth Sense)
- Wes Bentley - American Beauty
- Jason Biggs - American Pie
- Michael Clarke Duncan - Il miglio verde (The Green Mile)
- Jamie Foxx - Ogni maledetta domenica (Any Given Sunday)

### Miglior performance rivelazione femminile (Breakthrough Female Performance)
- Julia Stiles - 10 cose che odio di te (10 Things I Hate about You)
- Selma Blair - Cruel Intentions - Prima regola non innamorarsi (Cruel Intentions)
- Shannon Elizabeth - American Pie
- Carrie-Anne Moss - Matrix (The Matrix)
- Hilary Swank - Boys Don't Cry

### Miglior combattimento (Best Fight)
- Keanu Reeves contro Laurence Fishburne - Matrix (The Matrix)
- Mike Myers contro Verne Troyer - Austin Powers - La spia che ci provava (Austin Powers: The Spy Who Shagged Me)
- Liam Neeson e Ewan McGregor contro Ray Park - Star Wars: Episodio I - La minaccia fantasma (Star Wars Episode I: The Phantom Menace)
- Edward Norton contro se stesso - Fight Club

### Miglior bacio (Best Kiss)
- Sarah Michelle Gellar e Selma Blair - Cruel Intentions - Prima regola non innamorarsi (Cruel Intentions)
- Drew Barrymore e Michael Vartan - Mai stata baciata (Never Been Kissed)
- Katie Holmes e Barry Watson - Killing Mrs. Tingle (Teaching Mrs. Tingle)
- Hilary Swank e Chloë Sevigny - Boys Don't Cry

### Miglior sequenza d'azione (Best Action Sequence)
- La corsa degli sgusci - Star Wars: Episodio I - La minaccia fantasma (Star Wars Episode I: The Phantom Menace)
- La sequenza finale - The Blair Witch Project - Il mistero della strega di Blair (The Blair Witch Project)
- Il salvataggio di Trinity - Matrix (The Matrix)
- La sequenza del mostro di sabbia - La mummia (The Mummy)

### Miglior sequenza musical (Best Musical Sequence)
- Uncle Fucka, Matt Stone e Trey Parker - South Park - Il film: più grosso, più lungo & tutto intero (South Park: Bigger, Longer & Uncut)
- Can't Take My Eyes Off of You, Heath Ledger - 10 cose che odio di te (10 Things I Hate about You)
- Just the Two of Us, Mike Myers e Verne Troyer - Austin Powers - La spia che ci provava (Austin Powers: The Spy Who Shagged Me)
- Tu Vuo' Fa L'Americano, Matt Damon, Jude Law e Fiorello - Il talento di Mr. Ripley (The Talented Mr. Ripley)

### Miglior nuovo film-maker (Best New Filmmaker)
- Spike Jonze